# Arthur J. Weaver
Arthur Jerard Weaver, född 18 november 1873 i Falls City, Nebraska, död 17 oktober 1945 i Falls City, Nebraska, var en amerikansk republikansk politiker. Han var Nebraskas guvernör 1929–1931.
Weaver studerade vid University of Nebraska och var verksam som advokat i Falls City. År 1916 tjänstgjorde han som Falls Citys borgmästare. Han var ordförande för Nebraskas konstitutionskonvent 1919–1920.
Weaver efterträdde 1929 Adam McMullen som Nebraskas guvernör och efterträddes 1931 av Charles W. Bryan.
Weaver avled 1945 och gravsattes på Steele Cemetery i Falls City. Han var far till politikern Phillip Hart Weaver.